# Tomáš Chrápek
Tomáš Chrápek (* 28. listopadu 1981) je český florbalový trenér a bývalý obránce. Začínal v českém klubu FBC Ostrava. Od roku 2009 působí ve Švýcarsku, nejprve jako hráč a od roku 2013 i jako trenér.

## Klubová kariéra
Profesionální kariéru florbalisty začal Chrápek v klubu FBC Ostrava. S ostravským týmem hrál v nejvyšší soutěži od sezóny 1999/2000. V ročnících 2002/2003 až 2005/2006 získal s Ostravou čtyři vicemistrovské tituly v řadě, z toho poslední v roli kapitána týmu.
Po sezóně 2008/2009 Chrápek odešel do švýcarské nejvyšší soutěže Swiss Mobiliar League do týmu UHC Grünenmatt. V týmu ho trénoval Tomáš Trnavský a hrál v něm i s dalšími českými hráči, například Radkem Sikorou a Danielem Šebkem. Za jeho působení tým vždy postoupil do play-off, což se mu do té doby nikdy nepodařilo.
Po skončení sezóny 2011/2012 ho Tomáš Trnavský přivedl do týmu Unihockey Langenthal Aarwangen (ULA) hrajícím nižší soutěž National League B.
Po sezóně 2013/2014 se Chrápek vrátil do týmu UHC Grünenmatt v roli asistenta trenéra. Na konci roku 2015 se stal hlavním trenérem.
O rok později se vrátil do týmu ULA. A na konci sezóny 2016/2017 ukončil hráčskou kariéru a stal se v klubu hlavním trenérem. V roce 2019 prodloužil smlouvu s klubem na další dvě sezóny.
V listopadu 2021 se stal trenérem týmu Ad Astra Sarnen v nejvyšší soutěži (NLA). U týmu skončil poté, co v této sezóně sestoupili. Ve Švýcarsku se dál věnuje trénování mládeže a týmů v nižších soutěžích.

## Reprezentační kariéra
Tomáš Chrápek reprezentoval Česko na třech mistrovstvích světa mezi lety 2008 a 2012. Na mistrovství v roce 2010 se významně podílel na zisku bronzové medaile. Ve čtvrtfinále trefil rozhodující nájezd a v zápase o třetí místo vstřelil dva góly a jednou asistoval. V reprezentaci skončil po neúspěšném mistrovství v roce 2012, na kterém český tým dosáhl historicky nejhoršího výsledku.
| Umístění | Soutěž                             | Zápasy | Body |
| -------- | ---------------------------------- | ------ | ---- |
| 4.       | Mistrovství světa ve florbale 2008 | 6      | 1    |
|          | Mistrovství světa ve florbale 2010 | 6      | 8    |
| 7.       | Mistrovství světa ve florbale 2012 | 5      | 3    |